# Grand Prix Rosji Formuły 1
Grand Prix Rosji – wyścig Formuły 1, organizowany w sezonach 2014–2021 na torze Sochi Autodrom w Soczi.

## Historia
Przed I wojną światową wyścig o Grand Prix Rosji odbył się dwukrotnie, w latach 1913–1914. Pierwszą edycję wygrał Gieorgij Suworin, a drugą Willy Schöll.
Na początku lat 80. szef Formuły 1, Bernie Ecclestone, wyraził chęć zorganizowania wyścigu Formuły 1 „za żelazną kurtyną”. Ecclestone spędził wiele miesięcy na negocjacjach z przedstawicielami ZSRR, ponieważ chciał zorganizować wyścig w Moskwie. Jednakże w 1983 roku negocjacje zakończyły się fiaskiem i pierwszym wyścigiem w komunistycznym kraju było Grand Prix Węgier w 1986 roku. 
14 października 2010, ówczesny premier Rosji, Władimir Putin oraz Bernie Ecclestone, szef Formula One Management podpisali umowę dotyczącą organizacji wyścigu o Grand Prix Rosji do 2020 roku. Na miejsce rozegrania wyścigu wybrano Soczi, które 4 lipca 2007 zostały wybrane na organizatora Zimowych Igrzysk Olimpijskich 2014. W 2011 rozpoczęto budowę toru Sochi Autodrom, zlokalizowanego wokół Parku Olimpijskiego, a w październiku tego samego roku przeznaczono prawie sześć miliardów rubli na budowę toru. Wszystkie wyścigi o Grand Prix Rosji zdominowali kierowcy Mercedesa – pięciokrotnie (w sezonach 2014, 2015, 2018, 2019 i 2021) zwyciężał Lewis Hamilton. Dwukrotnie (w latach 2017 i 2020) wygrywał Valtteri Bottas, zaś w 2016 najlepszy był Nico Rosberg.
W lutym 2017 przedłużono kontrakt na organizację eliminacji Formuły 1 w Rosji do 2025 roku. W czerwcu 2021 ogłoszono, że od sezonu 2023 wyścig o Grand Prix Rosji ma się odbywać na torze Igora Drive.
25 lutego 2022 odwołano wyścig o Grand Prix Rosji, w związku z rosyjską inwazją na Ukrainie, a decyzja została zatwierdzona przez FIA kilka dni później. 3 marca 2022, władze Formuły 1 rozwiązały kontrakt na organizację Grand Prix Rosji.

## Zwycięzcy Grand Prix Rosji
Na różowym tle eliminacje niewliczane do Mistrzostw Świata Formuły 1.
| Sezon | Kierowca         | Konstruktor | Tor              | Wyniki |
| ----- | ---------------- | ----------- | ---------------- | ------ |
| 1913  | Gieorgij Suworin | Benz        | Sankt Petersburg | Wyniki |
| 1914  | Willy Schöll     | Benz        | Sankt Petersburg | Wyniki |
| 2014  | Lewis Hamilton   | Mercedes    | Sochi Autodrom   | Wyniki |
| 2015  | Lewis Hamilton   | Mercedes    | Sochi Autodrom   | Wyniki |
| 2016  | Nico Rosberg     | Mercedes    | Sochi Autodrom   | Wyniki |
| 2017  | Valtteri Bottas  | Mercedes    | Sochi Autodrom   | Wyniki |
| 2018  | Lewis Hamilton   | Mercedes    | Sochi Autodrom   | Wyniki |
| 2019  | Lewis Hamilton   | Mercedes    | Sochi Autodrom   | Wyniki |
| 2020  | Valtteri Bottas  | Mercedes    | Sochi Autodrom   | Wyniki |
| 2021  | Lewis Hamilton   | Mercedes    | Sochi Autodrom   | Wyniki |

Liczba zwycięstw (kierowcy):
- 5 – Lewis Hamilton
- 2 – Valtteri Bottas
- 1 – Nico Rosberg

Liczba zwycięstw (producenci nadwozi):
- 8 – Mercedes

Liczba zwycięstw (producenci silników):
- 8 – Mercedes